# دختری از پترووکا
دختری از پترووکا (به انگلیسی: The Girl from Petrovka) فیلمی محصول سال ۱۹۷۴ و به کارگردانی رابرت الیس میلر است. در این فیلم بازیگرانی همچون گلدی هان، هال هالبروک، آنتونی هاپکینز، گرگوار آسلان، هانا هرتلندی و ریچارد مارنر ایفای نقش کرده‌اند.